# Bryum wightii
Bryum wightii là một loài Rêu trong họ Bryaceae. Loài này được Mitt. mô tả khoa học đầu tiên năm 1859.